# ボーンビル・ビレッジ・トラスト
ボーンビル・ビレッジ・トラスト（Bournville Village Trust: BVT）は、バーミンガム郊外の住宅地ボーンビルを保全、改良する目的で創設された組織。20世紀を通じて、トラストが管理する地域は拡大し、シェンリー・グリーン、テルフォード(Telford)のライトムア(Lightmoor)、バーミンガム中心部ネチェルズ(Nechells)地区のブルームズベリー(Bloomsbury)や、ローヒース(Rowheath)などにも管理地が広がった。

## 歴史
1861年、ジョージ・キャドバリーは、弟リチャードとともに、父ジョン・キャドバリーの小さな事業キャドバリーを引き継いだ。バーミンガムの中心部に拠点を置いていた純ココア（ココアパウダー）の製造から、さらにチョコレート・バーや詰め物入りのチョコレートへと事業を拡大した。
やがて、市内の事業所が手狭になってきたことから、兄弟は、（当時は）バーミンガムの中心市街地から4マイル離れていた農村部に、土地を購入した。この辺りはバーミンガムから離れてはいたが、運河と鉄道へのアクセス条件に恵まれており、後に世界中からボーンビルとして知られることになる場所で、新しい工場の建設が着手されることになった。
ジョージ・キャドバリーはクエーカーの信仰をもっていたため、健康的な環境に、建築家ウィリアム・アレクサンダー・ハーヴェイが設計した質の高い住宅を、工場労働者にも可能な水準の金銭的負担で提供する、という目的を掲げた。
1900年、この村落とその周辺の開発を担う組織としてボーンビル・ビレッジ・トラストが創設された。ボーンビル・エステート(Bournville Estate)と称される、ボーンビルのBVT管理下の区域は、今日では1000エーカー（およそ4平方キロメートル）を超えており、およそ25,000人に対して、類例がほとんどないくらい多様な居住形態の住宅が提供されている。初代のマネージャーを務めたジョン・ヘンリー・バーロー(John Henry Barlow)は、その妻メイベル・キャッシュ(Mabel Cash)がジョージ・キャドバリーの妻エリザベス・テイラー(Elizabeth Taylor)の従姉妹であった。チェシャー州出身のバーローは、たいへん尊敬されていたクエーカーであり、BVTの事業が成功を収めていく上で大きな貢献を残した。ジョン・ヘンリー・バーローの引退後、後を継いだのはレナード・アップルトン(Leonard Appleton)であったが、そのまた後を継いだのはバーローの息子ラルフ・バーロー(Ralph Barlow)で、彼は1975年に引退するまで、トラストのために献身した。ボーンビルにあるラルフ・バーロー・ルーム(The Ralph Barlow room)や、ラルフ・バーロー・ハウス(Ralph Barlow House)は、彼の記念に名付けられている。
ボーンビルの緑豊かな環境は、エステートの土地の1割には、必ず「公園、リクリエーション用地、公開空地を配置する」よう定めたジョージ・キャドバリーの理念を反映したものである。